# N'Thol Hạ
N'Thol Hạ là một xã thuộc huyện Đức Trọng, tỉnh Lâm Đồng, Việt Nam.
Xã N'Thol Hạ có diện tích 34,24 km², dân số năm 2022 là 9.095 người, mật độ dân số đạt 265 người/km².